# Tabanus cambodiensis
Tabanus cambodiensis är en tvåvingeart som beskrevs av Toumanoff 1953. Tabanus cambodiensis ingår i släktet Tabanus och familjen bromsar.
Artens utbredningsområde är Kambodja. Inga underarter finns listade i Catalogue of Life.